# Strefa Hilla

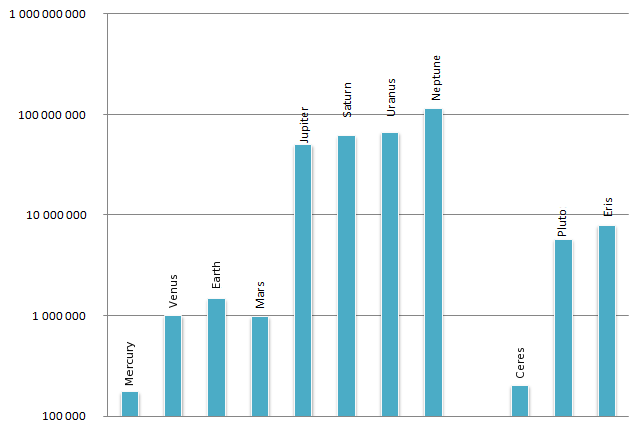
Przybliżone promienie [km] strefy Hilla wybranych ciał niebieskich

Strefa Hilla (nazywana również strefą Roche'a) – obszar otaczający ciało niebieskie (np. planetę), w którym jego przyciąganie dominuje nad przyciąganiem innego, większego obiektu w niedalekiej odległości (np. gwiazdy). Satelity na stabilnych orbitach nigdy nie opuszczają strefy Roche'a. Promień strefy wynosi w przybliżeniu 
{\displaystyle r\approx a(1-e){\sqrt[{3}]{\frac {m}{3M}}}}
a – półoś wielka orbity, e – jej mimośród, m – masa planety, M – masa Słońca. Dla małych mimośrodów można przyjąć 
{\displaystyle r\approx a{\sqrt[{3}]{\frac {m}{3M}}}}
Dla Ziemi promień strefy Roche'a wynosi ok. 1,5 mln km.
Dla Układu Słonecznego promień strefy Roche'a wynosi ok. 100 tys. jednostek astronomicznych. Poza tym obszarem oddziaływanie grawitacyjne Słońca jest słabsze niż oddziaływanie grawitacyjne Drogi Mlecznej.